# Municipio de Union (condado de Elkhart)
El municipio de Union (en inglés: Union Township) es un municipio ubicado en el condado de Elkhart en el estado estadounidense de Indiana. En el año 2010 tenía una población de 6134 habitantes y una densidad poblacional de 65,93 personas por km².

## Geografía
El municipio de Union se encuentra ubicado en las coordenadas 41°28′32″N 85°56′3″O / 41.47556, -85.93417. Según la Oficina del Censo de los Estados Unidos, el municipio tiene una superficie total de 93.04 km², de la cual 93.04 km² corresponden a tierra firme y (0%) 0 km² es agua.

## Demografía
Según el censo de 2010, había 6134 personas residiendo en el municipio de Union. La densidad de población era de 65,93 hab./km². De los 6134 habitantes, el municipio de Union estaba compuesto por el 96.43% blancos, el 0.44% eran afroamericanos, el 0.15% eran amerindios, el 0.34% eran asiáticos, el 0.1% eran isleños del Pacífico, el 1.6% eran de otras razas y el 0.95% pertenecían a dos o más razas. Del total de la población el 3.57% eran hispanos o latinos de cualquier raza.